# Гекель, Егор Фёдорович
Егор Фёдорович Гекель (нем. J. F. Heckel; 1764 — 25 января 1832) — военный инженер-фортификатор, генерал-майор (1811), генерал-лейтенант (1826).

## Биография
Происходил из дворян Саксонии. Знал русский, французский, немецкий и польский языки, часть математических наук.
В 1795 году принят в русскую службу по инженерному ведомству в чине капитана, то есть с понижением, до этого был в чине майора польской армии.
В 1798 году перешел на службу в прусскую армию.
С 1804 года — вновь на русской службе, служил штаб-офицером при инженерном штабе Волынской армии. В 1805 году получил чин полковника.
Участник войны с французами в 1805—1807 годах.
Участник русско-шведской войны 1808—1809 годов.
При осаде Свеаборгской крепости русскими войсками руководил инженерными работами. После взятия крепости составил проект по её усилению.

## Крепость Динабург
14 марта 1810 года Гекель получил задание выбрать место для крепости, прикрывавшей переправы через Двину. Гекель предложил устроить крепость в Динабурге и создал проект, по которому было начато строительство.
- 30 августа 1811 года получил чин генерал-майора

К моменту первой атаки французских войск на Динабург 1-3 июля 1812 года строительство крепости не было завершено. Гекель принял участие в отражении этого нападения, а затем руководил возведением фортификаций у Режицы и строительством Себежского ретраншемента. Участник боёв под Полоцком 5-6 августа 1812 года.
В декабре 1812 года по окончании войны 1812 года вновь назначен восстанавливать Динабургскую крепость.

## Дальнейшая карьера
- В 1814 году Гекель был переведен в Свиту российского императора по квартирмейстерской части.
- В 1815 году Гекель участвовал в походе российских войск во Францию, находился при начальнике Главного Штаба Его Величества в Париже (с мая по ноябрь).
- С 1816 года член Комитета по рассмотрению состояния российских крепостей
- С 1819 года комендант города Одесса
- 9 сентября 1822 года награждён Орденом Святой Анны I степени
- С 1822 года — комендант города Каменец-Подольский
- 22 августа 1826 года получил чин генерал-лейтенанта
- Умер 25 января (или 6 февраля) 1832 года в Одессе холостым.